# Pidvoločyský rajón
Pidvoločyský rajón (ukrajinsky Підволочиський район) byl rajón v Ternopilské oblasti na Ukrajině. Hlavním městem byl Pidvoločysk a rajón měl přibližně 42 tisíc obyvatel. 

## Sídla v rajónu
- Pidvoločysk
- Skalat